# Sylvester Greiderer
Sylvester Greiderer (* 3. Dezember 1852 in Bayern; † 22. Jänner 1924 in Kufstein, Tirol) war ein deutsch-österreichischer Instrumentalist, Kapellmeister, Komponist, Spielleiter, Dramatiker und Schuster.

## Leben und Bedeutung
Der Schuster Sylvester Greiderer war neben seinem Broterwerb ein Multitalent. Er prägte von ca. 1888 bis 1924 das Kulturleben des bayerisch-tirolischen Inntals maßgeblich. In zwei Perioden (1887 bis 1889 sowie 1897 bis 1899) wirkte er als Spielleiter der Ritterschauspiele Kiefersfelden, deren bis heute gültige und bewahrte Spielform er entscheidend mitgestaltete. Es ist Sylvester Greiderers besonderes Verdienst, dass er Spielfassungen älterer Ritterschauspiele von Josef Georg Schmalz und anderen Autoren einrichtete, die bis in die Gegenwart gespielt werden. Er komponierte zahlreiche Werke für Vokalensembles mit Instrumentalbegleitung und Blasmusiken für die Musikkapelle Kiefersfelden, deren Musikmeister er bis 1899 war.
Als Kapellmeister der Stadtmusikkapelle Kufstein initiierte er die Gründung des Unterinntaler Musikbundes, des ersten überregionalen Blasmusikbundes Österreichs. Nach der amtlichen Eintragung vom 25. Juni 1903 rückten beim Gründungsfest am 20. September 1903 elf Kapellen aus. Ein erster Höhepunkt war der gemeinsame Auftritt 1909 bei den Feierlichkeiten in Innsbruck mit 250 Musikanten.
Als Bundeskapellmeister des Unterinntaler Musikbundes hatte Sylvester Greiderer eine wesentliche Funktion bei der Gründung des Musikbundes Schwaz in Tirol und später bei der des Musikbundes Rattenberg und Umgebung am 10. April 1921. Die Stückbearbeitungen Sylvester Greiderers gelangen regelmäßig bei den Ritterschauspielen Kiefersfelden zur Aufführung. Von ihnen ist nur Ubald von Sternenburg (s. Rattelmüller) im Druck erschienen. Greiderers musikalische Werke erklingen als Einlagen bei den Ritterschauspielen Kiefersfelden sowie bei öffentlichen Auftritten der Stadtkapelle Kufstein, der Musikkapelle Kiefersfelden und anderer Musikvereinigungen Bayerns und Tirols.

## Dramatische Bearbeitungen von Ritterschauspielen
- Erich, der Übelberüchtigte hernach Wohlbekehrte Räuberhauptmann – Bearbeitung des Ritterschauspiels mit Arien und Chören von Josef Georg Schmalz
- Ubald von Sternenburg – Bearbeitung des Ritterschauspiels mit Arien und Chören eines unbekannten Verfassers
- Floribella – Bearbeitung des Ritterschauspiels mit Arien und Chören von Josef Georg Schmalz
- Robert der Teufel – Bearbeitung des Schauspiels von Ernst Raupach
- Weinhard und Adelise – Bearbeitung des Ritterschauspiels mit Arien und Chören von Andreas Grottner
- Ezzelin der Grausame – Bearbeitung des Ritterschauspiels mit Arien und Chören von Josef Georg Schmalz
- Kuno von Trauenstein – Bearbeitung des Ritterschauspiels mit Arien und Chören von einem unbekannten Verfasser

| Personendaten    | Personendaten                                                                                            |
| ---------------- | --- |
| NAME             | Greiderer, Sylvester                                                                                     |
| KURZBESCHREIBUNG | deutsch-österreichischer Instrumentalist, Kapellmeister, Komponist, Spielleiter, Dramatiker und Schuster |
| GEBURTSDATUM     | 3. Dezember 1852                                                                                         |
| GEBURTSORT       | Bayern                                                                                                   |
| STERBEDATUM      | 22. Januar 1924                                                                                          |
| STERBEORT        | Kufstein, Tirol                                                                                          |